# Sandvikens AIK Dambandy
Sandvikens AIK Dambandy är dambandysektionen i Sandvikens AIK och har bland annat spelat 33 säsonger i Sveriges högsta division i bandy för damer.
Verksamheten startades i april 1975. Laget spelade sin första SM-final år 1989, där man mötte IF Boltic. Finalen förlorades dock med 5-4. Nästa final 1991, då man mötte Västerstrands AIK. Man förlorade även denna final, med hela 9-0 till Västerstrands AIK. Året därpå kom man återigen till final, mot samma lag. Återigen förlorade man finalen, dock inte med lika stora siffror som förra året. I denna finalen blev det bara 7-3 till Västerstrands AIK. 1993 tog man sitt första guld, finalen var för tredje gången mot Västerstrands AIK. Man vann finalen med 6-5 efter förlängning.
1994 åkte laget ur Allsvenskan (högsta divisionen i dambandy). Man kom återigen upp till Allsvenskan till år 1996 men vann bara 2 av 12 matcher. Man hade en målskillnad på 33-117 (gjorda mål-insläppta mål). Man kom sist i serien men blev trots detta inte nedflyttade en division då Nässjö IF tackade nej till spel i Allsvenskan. Man låg i ett par år i botten av Allsvenskan, men man lyckades alltid undvika nedflyttning.
År 2000 tog laget sig till sitt första slutspel på 7 år. Där slogs man dock ut av AIK Dambandy i semifinalen. Året därefter tog man sig till semifinal igen men slogs återigen ut av AIK Dambandy, som blev mästare. Efter detta år tog man sig hela vägen till final men där möttes man återigen av AIK Dambandy, och finalen förlorades med ett tvåsiffrigt resultat, AIK Dambandy vann finalen med hela 10-0.
2007 tog laget sitt andra guld. Efter ett starkt seriespel slutade man först i tabellen. I semifinalerna slog man ut AIK i två raka matcher. I finalen stod Västerstrands AIK för motståndet, de kunde dock inte stoppa Sandvikens AIK som vann finalen med 5-1.
Åren 2007–2012 gick Sandvikens AIK till semifinal alla gångerna, längre kom man inte. Förutom 2012, efter ett starkt seriespel kom man först i serien. Man hade inte förlorat en enda match, och hade vunnit tolv av tolv spelade matcher. Semifinalerna vann man ganska lätt och gick vidare till final, där man förlorade mot AIK Dambandy med 5-4 efter förlängning. Sandvikens AIK kämpade in två mål i andra halvlek då det stod 4-2 till AIK Dambandy i pausvilan. Trots detta och bra målvaktsspel från Sandvikens AIK:s målvakt Malin Lund lyckades man inte vinna.

## Meriter
- Svenska mästare: 3

1993, 2007, 2013
- Svenska mästerskapsfinaler: 7

1989, 1991, 1992, 2003, 2012
- World Cup-mästare: 3

2005, 2006, 2007
- Skyttedrottningar i Sandvikens AIK
  - 1984 Helena Lundström, 22 mål
  - 1989 Helena Lundström, 28 mål
  - 2003 Johanna Pettersson, 53 mål
  - 2005 Johanna Pettersson, 52 mål
  - 2006 Johanna Pettersson, 58 mål
  - 2007 Johanna Pettersson, 33 mål
  - 2008 Johanna Pettersson, 42 mål
  - 2010 Johanna Pettersson, 47 mål

## Andra profiler
- 8 damspelare har fått utmärkelsen Stor tjej: Helena Lundström, Anna Klingborg, Johanna Pettersson, Anna Jepson, Anna Lundin, Mikaela Hasselgren, Linda Odén, Maria Sverin.

### Fotnoter
1. ↑  ”Maratontabell till och med 2018/19”. Svenska Bandyförbundet. 25 februari 2019. Arkiverad från originalet den 25 mars 2020. https://web.archive.org/web/20200325140559/https://www.svenskbandy.se/globalassets/svenska-bandyforbundet/pdf-filer/tavling--resultat/damallsvenskan/maratontabell-elitserien-dam-20191105.pdf. Läst 25 mars 2020.
2. ↑  ”SAIK dambandy 35 år!”. Sandvikens AIK. Mars 2010. Arkiverad från originalet den 25 maj 2012. https://archive.is/20120525171821/http://www.saik.com/Elit/Damlaget/Nyheter/SAIK-dambandy-35-ar/. Läst 16 oktober 2011.